# Wang Xiuting
Wang Xiuting (chinesisch 王 秀婷, Pinyin Wáng Xiùtíng; * 11. Mai 1965 in der Provinz Shandong) ist eine ehemalige chinesische Langstreckenläuferin.

## Karriere
1986 gewann sie Gold bei den Asienspielen in Seoul über 10.000 Meter. Im Jahr darauf wurde sie über dieselbe Distanz bei den Weltmeisterschaften in Rom Achte, während sie über 3000 Meter im Vorlauf ausschied.
Bei den Olympischen Spielen 1988 in Seoul wurde sie Siebte über 10.000 Meter und scheiterte über 3000 Meter in der Vorrunde.
Ebenfalls über 10.000 Meter gewann sie bei den Asienspielen in Peking Silber und bei den Weltmeisterschaften 1991 in Tokio Bronze. Im selben Jahr gewann sie den Okayama-Halbmarathon in Landesrekordzeit.
1992 wurde sie Fünfte beim Osaka Women’s Marathon und Sechste bei den Olympischen Spielen in Barcelona über 10.000 Meter, und 1993 errang sie die Silbermedaille über 10.000 Meter bei den Ostasienspielen und wurde Zweite beim Peking-Marathon.
1987 siegte sie bei den chinesischen Nationalspielen über 5000 und 10.000 Meter, und 1989 wurde sie chinesische Meisterin über 3000 Meter. Auf der Bahn stellte sie einen nationalen Rekord über 3000, zwei über 5000 und drei über 10.000 Meter auf.
Wang Xiuting ist 1,64 m groß und wog zu ihrer aktiven Zeit 48 kg.

## Persönliche Bestzeiten
- 3000 m: 8:50,68 min, 29. August 1987,	Rom
- 5000 m: 15:23,58 min, 6. Mai 1991, Shizuoka
- 10.000 m: 31:27,00 min, 29. November 1987, Guangzhou
- Halbmarathon: 1:10:14 h, 1. Dezember 1991, Okayama
- Marathon: 2:28:56 h, 26. Januar 1992, Ōsaka